# Heinrich Andreas Pröhle
Heinrich Andreas Pröhle, auch: Heinrich Pröhle (* 3. Februar 1797 in Gunsleben; † 19. April 1875 in Hornhausen) war ein deutscher evangelischer Theologe und Autor.

## Leben
Pröhle wurde als Sohn des Lehrers und Kantors Johann Heinrich Christian Pröhle geboren. Ab 1809 besuchte er die Domschule in Halberstadt. 1815 meldete er sich als Freiwilliger für den Befreiungskrieg gegen die napoleonischen Truppen und verließ die Schule. 1816 nahm das Studium der Theologie an der Universität Halle auf. Während seines Studiums wurde er 1816 Mitglied der Burschenschaft Teutonia Halle.
Im Jahr 1819 trat er seine erste Pfarrstelle im Harz in Molmerswende an. 1821 wurde er Pfarrer an der Sankt-Petrus-Kirche in Satuelle. Hier heiratete er Amelie Hobohm, mit der er fünf Kinder hatte. 1822 wurde sein später als Volkskundler und Schriftsteller bekannt gewordener Sohn Heinrich Pröhle geboren. 1828 wurde er in der Gemeinde Roklum zum Pfarrer gewählt. Ab 1835 war er über 40 Jahre Pfarrer in Hornhausen.
Er verfasste viele religiöse und patriotische Schriften sowie Gedichte und erlangte so Bekanntheit. 1855 legte er die erste umfangreiche Biographie des Turnvaters Friedrich Ludwig Jahn vor, den er persönlich kannte. 1865 wurde ihm die Ehrendoktorwürde der Universität Halle (Saale) verliehen.
Heinrich Andreas Pröhles Enkel war Dr. Heinrich Pröhle, Prediger der Deutschen Evangelischen Kirchengemeinde A.B. zu Preßburg.

## Schriften
- Die Körperliche, christliche und bürgerliche Schulerziehung. Ein Auszug aus einer entworfenen Dorfschulordnung. Nebst einer erläuternden Beilage: Reden bei öffentlichen Kindergottesdiensten. Magdeburg 1846.
- Predigt zur Fahnenweihe des Schützenvereins in Hornhausen. 1849.[1]
- Chronik von Hornhausen.	Mit besonderer Berücksichtigung der dortigen zur Zeit des dreißigjährigen Krieges berühmten Gesundbrunnen. Ein Beitrag zur Niedersächsischen Geschichtschreibung. Häniche, Oschersleben 1850. (Digitalisat)
- Friedrich Ludwig Jahn’s Leben. Nebst Mittheilungen aus seinem literarischen Nachlasse. Duncker, Berlin 1855. (Digitalisat)
- Kirchliche Sitten. Ein Bild aus dem Leben evangelischer Gemeinen. Hertz, Berlin 1858. (Digitalisat)
- Feldgarben. Beiträge zur Kirchengeschichte, Literaturgeschichte, Culturgeschichte. Gräbner, Leipzig 1859. (Digitalisat)
- Schwert und Altar. Gedichte. Grabner, Leipzig 1859.[2]
- Andreas Proles, Vikarius der Augustiner. Ein Zeuge der Wahrheit kurz vor Luther. Eine Gabe zur dreihundertfünfzigjährigen Jubelfeier der Reformation. Perthes, Gotha 1867. (Digitalisat)